# روکه الفارو
روکه الفارو (انگلیسی: Roque Alfaro؛ زادهٔ ۱۵ اوت ۱۹۵۶) بازیکن فوتبال اهل آرژانتین است.
از باشگاه‌هایی که در آن بازی کرده‌است می‌توان به باشگاه فوتبال پاناتینایکوس، باشگاه فوتبال ریور پلاته، و باشگاه فوتبال نیولز اولد بویز اشاره کرد.
وی همچنین در تیم ملی فوتبال آرژانتین بازی کرده‌است.